# Антирусинізм
Шаблон:Новий термін

## Антирусинізм
Антирусинізм — поняття, запропоноване українським громадським діячем і правозахисником Миколою Ляховичем для означення сукупності ідеологічних, соціальних, політичних та культурних явищ, спрямованих на заперечення, нівеляцію або знищення національної самобутності українців як історичної спільноти, що упродовж століть носила етнонім «русини».

## Історія терміна
Термін «антирусинізм» вперше був вжитий і обґрунтований Микола Ляхович у публікації «Ще раз про антирусинізм» (15 лютого 2015 року) на його офіційній сторінці у Facebook. У ній автор закликає до кримінального переслідування публічних проявів заперечення існування української нації та етнічної самобутності.
«Ми, українці, повинні пам'ятати, що спочатку нам вчиняли етноцид, коли ми мали свій самобутній етнонім "русини". Щоб уникнути асиміляції… ми прийняли нову самоназву "українці", і таким чином вижили як самобутня Нація». — Микола Ляхович

## Визначення
Антирусинізм — це системна ідеологія, що полягає у запереченні або приниженні етнокультурної тяглості українців як історичного народу, який упродовж століть мав назву «русини», з метою їх асиміляції, викорінення національної ідентичності та легітимізації дискримінаційних практик. Це форма ксенофобії, що проявляється у глумі над самобутністю, мовою, культурою, традиціями та історією українського народу.

## Історико-культурне підґрунтя
Історик Євген Наконечний у праці «Украдене ім’я: чому русини стали українцями» зазначає, що етнонім «русини» був самоназвою українців упродовж століть — від доби Київської Русі до початку ХХ століття:
«У XIV–XVII століттях, коли литовсько-руська держава була головною спадкоємицею Київської Русі, її народ звався “руським”, а згодом “русинами”. Цю назву українці зберігали й у боротьбі з польською колонізацією та москвинською експансією».
Привласнення етноніму «русини» Російською імперією та витіснення українців з історичного простору розглядається як одна з форм історичного етноциду, що й складає підґрунтя явища антирусинізму.

## Форми прояву
- Ідеологія «Русского міра»;
- Пропаганда, що заперечує існування української нації;
- Дискримінація за мовною чи етнічною ознакою;
- Зневага до історичних символів та культурної спадщини;
- Асиміляційні практики та антиукраїнська риторика в ЗМІ.

## Відмінність від українофобії
На думку Ляховича, українофобія та антиукраїнізм мають вузьке значення і не охоплюють глибоких історичних, лінгвістичних та символічних пластів дискримінації. Антирусинізм натомість фіксує явище цілеспрямованого історичного викорінення самоназви, символіки, ідентичності українців як нащадків русинського етносу.

## Перспективи правового визнання
У концепції Ляховича пропонується криміналізація публічного заперечення існування української нації та української самобутності як однієї з форм ксенофобії. Такий підхід є аналогічним до європейської практики боротьби з антисемітизмом, неонацизмом і расизмом.